# Nova Guarita
Nova Guarita är en kommun i Brasilien.   Den ligger i delstaten Mato Grosso, i den centrala delen av landet, 1 000 km nordväst om huvudstaden Brasília. Antalet invånare är 4 929.
Omgivningarna runt Nova Guarita är huvudsakligen savann. Runt Nova Guarita är det mycket glesbefolkat, med 4 invånare per kvadratkilometer.